# Gallimathias musicum
Gallimathias musicum (Galimatías musical) en re mayor, K. 32+Anh. 100a, es un quodlibet compuesto por Wolfgang Amadeus Mozart a comienzos del año 1766 en La Haya, en el transcurso de su gran viaje por Europa.

## Instrumentación y estructura
La obra está escrita para cuerda, dos trompas, dos oboes, fagot y clave. Consta de diecisiete movimientos:
1. Molto allegro
2. Andante en re menor
3. Allegro
4. Pastorella en sol mayor
5. Allegro
6. Allegretto en la mayor
7. Allegro
8. Molto adagio en sol mayor
9. Allegro en do mayor
10. Largo en re menor
11. Allegro
12. Andante en fa mayor
13. Allegro en mi bemol mayor
14. Menuet en fa mayor
15. Adagio en re menor
16. Presto
17. Fuga en fa mayor

Su interpretación suele durar unos veinte minutos.

## Historia
A su regreso del gran viaje de la familia Mozart por Europa (1763-1766), Leopold Mozart recibió una propuesta «tan atractiva» que no pudo rechazar, retrasando su regreso a Salzburgo para pasar una temporada en Holanda, desde septiembre de 1765 hasta abril de 1766. Durante su estancia allí, Wolfgang y su hermana Nannerl ofrecieron numerosos recitales en diferentes ciudades; además, el pequeño Mozart, que tenía diez años, recibió algunos encargos compositivos, entre ellos el Gallimathias musicum, compuesto con ocasión de la proclamación de Guillermo V, príncipe de Orange, como regente de Países Bajos.
En la actualidad, se dipone de unas cuantas referencias directas a esta obra. Leopold escribió, en la lista de composiciones de Wolfgang que elaboraba, lo siguiente en la entrada de esta obra: «Un quodlibet con el título de Gallimathias musicum para dos violines, dos oboes, dos trompas, cembalo obbligato, dos fagotes, viola y bajo. Todos los instrumentos tienen sus solos y, al final, hay una fuga con todos los instrumentos, basada en una canción holandesa llamada Príncipe Guillermo. Compuesto para Su Alteza el Príncipe de Orange». Por su parte, Nannerl Mozart escribió a Friedrich Schlichtgroll en 1792 sobre las «celebraciones por la investidura del príncipe de Orange, acaecidas el 11 de marzo [...] para esta festividad, el hijo compuso un Quotlibet [sic] para todos los instrumentos».
La proclamación de Guillermo V como regente de los Países Bajos tuvo lugar el 8 de marzo, pero las festividades se extendieron desde el 7 hasta el 12 de marzo de 1766. El 16 de mayo, Leopold escribió a Lorenz Hagenauer que, debido a las festividades, a Wolfgang se le había requerido que produjese seis sonatas para violín y teclado KV 26-31, algunas arias y «algo para el concierto del príncipe», que probablemente fue Gallimathias musicum.
Siempre se ha considerado que el Gallimathias Musicum se estrenó el 11 de marzo, ya que es la fecha que ofrece Leopold en su carta del 16 de mayo de 1766. Sin embargo, no existe una aboluta certeza para esto; en un libro publicado en 1909, Het Muziekleven in Nederland in de tweede Helft der 18e Eeuw in Verband met Mozarts Verblijf aldaar, Daniel Francois Scheurleer, a partir de documentos presentes en el Archivo de la Casa Real y las cuentas de la Corte, afirma que no hubo ningún concierto festivo en esa fecha, sino únicamente un baile de la corte (el 28 de febrero) y música de mesa (los días 8, 10 y 12 de marzo —con música proporcionada por J. J. Muller). Scheurleer señaló que no hubo concierto alguno al cual asistiese el príncipe en la tarde del 11 de marzo, ya que el príncipe visitó la ópera. De esta forma, es probable que el Gallimathias musicum de Mozart se interpretase en una de las sesiones de "música de mesa".